# The Darkside Vol. 1
Albums de Fat Joe
Jealous Ones Still Envy 2
(2009) The Darkside Vol. II
(2011)
Singles
1. (Ha Ha) Slow Down
Sortie : 13 avril 2010
2. If It Ain't About Money
Sortie : 24 mai 2010

The Darkside Vol. 1 est le dixième album studio de Fat Joe, sorti le 27 juillet 2010.
L'album, qui s'est classé 2e au Top Independent Albums, 7e au Top Rap Albums, 9e au Top R&B/Hip-Hop Albums et 27e au Billboard 200, a été bien reçu par la critique. Le site Metacritic lui a attribué la note de 70/100.

## Liste des titres
| No  | Titre                                                                                | Contient un (des) sample(s) de                         | Durée |
| --- | ------------------------------------------------------------------------------------ | ------------------------------------------------------ | ----- |
| 1.  | Intro (Produit par Scram Jones)                                                      |                                                        | 2:24  |
| 2.  | Valley of Death (Produit par Cool & Dre et Zeferiah)                                 | Do I Stand a Chance des Montclairs                     | 3:39  |
| 3.  | I Am Crack (Produit par Just Blaze)                                                  | No Registration, Please de Baltik                      | 3:43  |
| 4.  | Kilo (featuring Clipse et Cam'ron – Produit par Infamous et Laurent « Slick » Cohen) | I Weigh With Kilos de Jimmy Vann et Richard Hieronymus | 4:01  |
| 5.  | Rappers Are in Danger (Produit par Infamous)                                         | Time's Up d'O.C.                                       | 3:16  |
| 6.  | (Ha Ha) Slow Down (featuring Young Jeezy – Produit par Scoop DeVille)                | Back to Life (Acapella) de Soul II Soul                | 3:25  |
| 7.  | If It Ain't About Money (featuring Trey Songz – Produit par Cool & Dre et Zeferiah)  |                                                        | 3:53  |
| 8.  | No Problems (featuring Rico Love – Produit par Scoop DeVille)                        | Terminator X to the Edge of Panic de Public Enemy      | 2:57  |
| 9.  | How Did We Get Here (featuring R. Kelly – Produit par Raw Uncut)                     |                                                        | 4:20  |
| 10. | Money Over Bitches (featuring Too $hort et TA – Produit par Raw Uncut)               | If You Take Care of Me de Lonnie Liston Smith          | 3:59  |
| 11. | Heavenly Father (featuring Lil Wayne – Produit par StreetRunner et I.L.O.)           | A Prayer des O'Jays Pray to the Lord de Lil Wayne      | 4:05  |
| 12. | I'm Gone (Produit par DJ Premier)                                                    | Strong Island de J.V.C. F.O.R.C.E.                     | 6:21  |
| 13. | At Last Supremacy (featuring Busta Rhymes – Produit par Cool & Dre et Zeferiah)      |                                                        | 3:54  |